# Národní divadlo Londýn
Královské národní divadlo Londýn (anglicky: Royal National Theatre London) se nachází v obvodu Lambeth hlavního města Spojeného království a řadí se s Royal Opera House a Royal Shakespeare Company mezi tři hlavní veřejně financované umělecká místa v zemi. Je nazýváno také jako Národní divadlo Velké Británie.
Mezi roky 1963 až 1976 se divadlo nacházelo v budově Old Vic, od té doby sídlí v nové brutalistické budově. Ta se nachází na jižní straně řeky Temže u stanice Waterloo a stejnojmenného mostu. Byla navržena anglickým architektem Denysem Lasdunem. Byla postupně otevírána mezi roky 1976 až 1977. Uvnitř se nachází celkem tři divadla (sály) – největší Olivier Theatre pro 1160 lidí, Lyttelton Theatre pro 890 lidí a Dorfman Theatre pro 400 lidí. Nachází se zde také kavárny a další veřejné prostory.